# رؤیاهای من و تو (فیلم ۱۹۹۶)
رؤیاهای من و تو (به هندی: Tere Mere Sapne) فیلمی محصول سال ۱۹۹۶ و به کارگردانی جوی آگوستین است. در این فیلم بازیگرانی همچون چاندراچور سینگ، آرشاد وارسی، پریا گل، سیمران، پران ایفای نقش کرده‌اند.